# Гардемаринская рота
Гардемари́нская ро́та — специальное учебное подразделение Российского императорского флота.
В 1716 году было учреждено воинское звание «гардемарин» в качестве переходного от ученика морской академии к унтер-офицерскому чину мичмана. С 1718 года, когда численность учащихся в морской академии достигла 865 человек, морских офицеров стала готовить и гардемаринская рота, куда первоначально зачисляли лучших воспитанников академии на последних годах обучения. Число гардемаринов было определено в 300 человек: 100 — старших и 200 — младших. В 1724 году общее число гардемарин было снижено до 200, а в 1729 году число их снижено до комплекта солдатской роты — 144 человека. Для практики гардемаринов направляли на балтийский флот и за границу. Служба была матросской и без всяких поблажек, хотя по своему происхождению большинство из них принадлежало к дворянству. На судах гардемарины числились на положении «нижних чинов», носили форму Преображенского полка и согласно морскому уставу были «в бою, как солдаты, в ходу, как матросы». После практических плаваний гардемаринов производили в офицеры. 
Первоначально командиров и офицеров гардемаринской роты назначали из гвардейских полков. По адмиралтейскому регламенту в роте положен был 1 капитан, 1 лейтенант и 2 унтер-лейтенанта. Первоначально командиром был назначен капитан Козинский, при нём были капитан-поручик Захарьин и подпоручики Пасынков и Стерлегов. С 1741 года командирами стали назначать морских офицеров; первым стал бывший гардемарин, флотский лейтенант Борис Загряжской; с 1747 года — капитан Селиванов.
Первоначально размещённая в здании морской академии гардемаринскую роту неоднократно переводили в Кронштадт и обратно.
В 1752 году гардемаринская рота была ликвидирована, а её воспитанники вошли в число воспитанников морского кадетского корпуса.